# Vista Hermosa, Cotaxtla
Vista Hermosa är en ort i Mexiko.   Den ligger i kommunen Cotaxtla och delstaten Veracruz, i den sydöstra delen av landet, 290 km öster om huvudstaden Mexico City. Vista Hermosa ligger 97 meter över havet och antalet invånare är 155.
Terrängen runt Vista Hermosa är platt, och sluttar österut. Runt Vista Hermosa är det ganska tätbefolkat, med 65 invånare per kvadratkilometer. Närmaste större samhälle är Cotaxtla, 3,9 km öster om Vista Hermosa. Omgivningarna runt Vista Hermosa är en mosaik av jordbruksmark och naturlig växtlighet.